# Kaarel
Kaarel ist ein estnischer männlicher Vorname.

## Namensträger
- Kaarel Eenpalu (1888–1942), estnischer Jurist und Politiker
- Kaarel Kiidron (* 1990), estnischer Fußballspieler
- Kaarel Nurmsalu (* 1991), estnischer Nordischer Kombinierer und Skispringer
- Kaarel Parts (1873–1940), estnischer Jurist
- Kaarel Robert Pusta (1888–1964), estnischer Jurist und Politiker
- Kaarel Torop (* 1992), estnischer Fußballspieler